# Wetenschappelijke Raad voor Integrale Duurzame Landbouw en Voeding
De Wetenschappelijke Raad voor Integrale Duurzame Landbouw en Voeding is in 2010 opgericht. De RIDLV is een Nederlandse interdisciplinaire denktank die de ontwikkeling van een duurzame en sociale landbouw wil stimuleren en onderzoek dat daarop gericht is.
Volgens de Raad zijn de problemen met landbouw en voeding onder andere ontstaan omdat voedselproductie los is geraakt van zijn ecologische en sociale context, waarmee aldus de Raad essentiële verbanden zijn verdwenen, zoals het verstoren van kringlopen en het verloren gaan van de relaties tussen consumenten en producenten. De verschillende partijen in de productieketen voelen zich niet of weinig verantwoordelijk voor de gehele keten.
De Raad pleit voor een integrale aanpak. Dat betekent onder meer dat de gehele keten en de sociale en ecologische dimensies voortdurend in beeld zijn en aan elkaar worden gereralteerd. Een van de manieren daartoe is een zogenaamde circulaire voedselketen, waarbij consumenten en producenten  meer met elkaar in contact staan en verantwoordelijkheid voelen voor elkaar. 
Leden van de raad zijn of waren onder meer verbonden aan de Triodos Bank, de Erasmus Universiteit, Wageningen UR, Louis Bolk Instituut, Universiteit Gent, Vrije Universiteit Amsterdam,  Rathenau Instituut, Commonland, Stichting Centrum voor Landbouw en Milieu, TNO en Universiteit Utrecht.